# Вербек, Лотта
Ло́тта Вербек (нидерл. Lotte Verbeek; род. 24 июня 1982, Венло) — голландская актриса.

## Биография
Лотта Вербек родилась 24 июня 1982 года в общине Венло, Нидерланды. Училась в гимназии Коллегиум Марианум в Венло, в 2008 году она окончила театральную школу в Амстердаме.
Дебютировала на телевидении в 2007 году. Получила известность благодаря ролям в фильме «Ничего личного» (2009) и сериале «Борджиа» (2011—2013).
С 2014 по 2017 год снималась в сериале «Чужестранка».
В 2016 году снялась в сериале «Агент Картер», где сыграла роль Анны Джарвис. Затем играла в сериалах «Чёрный список» и «По ту сторону».

## Фильмография
| Год       |    | Русское название           | Оригинальное название   | Роль                                             |
| --------- | -- | -------------------------- | ----------------------- | ------------------------------------------------ |
| 2007      | с  | Бесследно исчезнув         | Spoorloos verdwenen     | Карли де Хер                                     |
| 2008      | с  | Пюре                       | Moes                    | Мона                                             |
| 2008      | ф  | Слева                      | Links                   | Стелла/Эстер/Люси                                |
| 2009      | ф  | Ничего личного             | Nothing Personal        | Ю                                                |
| 2009      | тф | Барбоза                    | Barbosa                 | девушка                                          |
| 2010      | с  | Престол                    | De Troon                | Паулина                                          |
| 2010      | с  | Ассистент                  | De co-assistent         | Сандра                                           |
| 2010      | тф | Королевы свинга            | Le ragazze dello swing  | Джудит Лескано                                   |
| 2011      | ф  | Сынок                      | Sonny Boy               | Добби Франкен                                    |
| 2011—2013 | с  | Борджиа                    | The Borgias             | Джулия Фарнезе                                   |
| 2012      | ф  | На грани сомнения          | Suspension of Disbelief | Тереза/Анжелика                                  |
| 2014      | ф  | Виноваты звёзды            | The Fault in Our Stars  | Лидевей                                          |
| 2014      | ф  | В вашем имени              | In jouw naam            | Элс                                              |
| 2014—2017 | с  | Чужестранка                | Outlander               | Гейлис Данкан / миссис Абернати / Гиллиан Эдгарс |
| 2015      | ф  | Развлечения                | Entertainment           | хромотерапевт                                    |
| 2015      | ф  | Последний охотник на ведьм | The Last Witch Hunter   | Хелена                                           |
| 2016      | с  | Агент Картер               | Marvel's Agent Carter   | Анна Джарвис                                     |
| 2016—2020 | с  | Чёрный список              | The Blacklist           | Катарина Ростова                                 |
| 2017      | ф  | Отдел 19                   | Division 19             | Аиша                                             |
| 2018      | с  | По ту сторону              | Counterpart             | главарь                                          |
| 2019      | ф  | Холодная игра              | The Coldest Game        | агент Стоун                                      |
| 2020      | ф  | Книга видения              | The Book of Vision      | Ева / Элизабет                                   |
|           | ф  | Нюрнберг                   | Nuremberg               | Эмми Геринг                                      |

## Награды и номинации
| Год  | Награда                                                | Категория                   | Работа          | Результат |
| ---- | ------------------------------------------------------ | --------------------------- | --------------- | --------- |
| 2009 | «Серебряный леопард» Кинофестиваля в Локарно           | Лучшая актриса              | Ничего личного  | Победа    |
| 2009 | Marrakech International Film Festival                  | Лучшая актриса              | Ничего личного  | Победа    |
| 2009 | «Золотой телец» Нидерландского кинофестиваля           | Лучшая актриса              | Ничего личного  | Номинация |
| 2010 | «EFP Shooting Star» Берлинского кинофестиваля          |                             |                 | Победа    |
| 2010 | Премия Европейской киноакадемии 2010                   | Лучшая женская роль         | Ничего личного  | Номинация |
| 2011 | «Золотая нимфа» Телевизионного фестиваля в Монте-Карло | Лучшая актриса мини-сериала | Королевы свинга | Победа    |